# تنگه ایربه

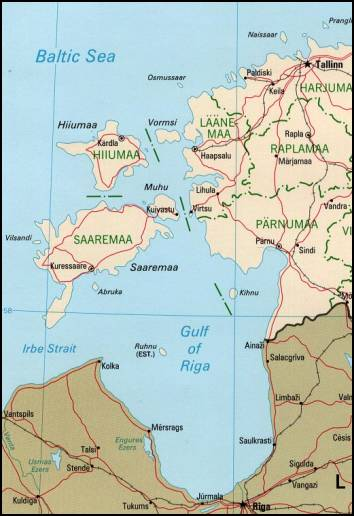
تنگه ایربه

تنگه ایربه (استونیایی: Kura kurk، لتونیایی: Irbes jūras šaurums) تنگه‌ای است که خلیج ریگا را به دریای بالتیک متصل میکند. جزیره سارما (استونی) در شمال این تنگه و کشور لتونی در جنوب آن قرار دارد. عرض این تنگه در باریکترین قسمت به ۲۷ کیلومتر میرسد.